# Девочки (фильм, 2020)
«Девочки» (исп. Las niñas) — испанский драматический фильм Пилар Паломеро 2020 года по её же сценарию. Режиссёрский дебют Паломеро в полнометражном кино. Фильм получил множество номинаций и наград на различных кинофестивалях, в том числе приз за «Лучший фильм» на премии «Гойя».

## Сюжет
Сарагоса, 1992 год. Год Олимпийских игр и Всемирной выставки. 11-летняя Селия посещает религиозную школу для девочек. Она ответственная ученица и внимательная дочь. В школе появляется новая девочка по имени Брис, которая переехала из Барселоны. Брис более «крутая», у неё есть джинсовая куртка, и она разбирается в поп-музыке. Селия быстро находит с ней общий язык.
Селия и её подруги постепенно вступают в подростковый возраст, новый этап своей жизни. Они посещают танцы, пробуют сигареты и алкоголь. Хотя Селия на хорошем счету в школе о её маме среди девочек ходят нехорошие слухи. У Селии нет отца, её воспитывает мать-одиночка. Более того её мама никогда не была замужем и Селия родилась вне брака. Такие вещи как раз порицаются в религиозной среде, в которой Селия находится.
Селия пытается разобраться в прошлом своей семьи. Её больше не устраивают мамины рассказы о том, что её папа умер, когда она только родилась, а с папиными родственниками они не общаются, потому что их нет, так как он был сиротой. Попутно её смущает и то, что мама не общается и со своими родственниками. В какой-то момент кто-то из маминой родни умирает и Селия имеет возможность посетить вместе с мамой своих деревенских родственников.

## В ролях
- Андреа Фандос — Селия
- Наталия Де Молина — Адела
- Зои Арнао — Брис
- Хулия Сьерра — Кристина
- Франсеска Пиньон — матушка Консуэла
- Айнара Ньето — Клара
- Элиза Мартинес — Лейр
- Карлота Гурпеги — Ванесса

## Производство
Пилар Паломеро — автор удостоенных наград короткометражных фильмов. Фильм «Девочки» стал её первой полнометражной работой. Она же написала сценарий к фильму, который создавался в течение нескольких лет. Роль мамы исполнила Наталия Де Молина, роли школьниц исполнили юные актрисы для многих из которых это был первый опыт в кино. На создание фильма было потрачено €1,2 млн.

## Приём
Премьера фильма прошла на 70-м Берлинском международном кинофестивале в рамках программы «Generation K-plus». На премии «Гойя» 2021 года фильм получил 9 номинаций и победил в 4 («Лучший фильм», «Лучшая женская роль второго плана», «Лучший оригинальный сценарий» и «Лучший режиссёрский дебют»).
Фильм сравнивали с вышедшим за несколько лет до него испанским фильмом «Лето 1993-го» Карлы Симон (у обоих фильмов одни продюсеры).

## Награды и номинации
| Премия         | Категория                                | Номинант                        | Результат |
| -------------- | ---------------------------------------- | ------------------------------- | --------- |
| Forqué Awards  | Лучший художественный фильм              | Лучший художественный фильм     | Победа    |
| Forqué Awards  | Лучшая женская роль                      | Андреа Фандос                   | Номинация |
| Forqué Awards  | Кино и воспитание ценностей              | Кино и воспитание ценностей     | Номинация |
| Feroz Awards   | Лучший драматический фильм               | Лучший драматический фильм      | Победа    |
| Feroz Awards   | Лучший трейлер                           | Лучший трейлер                  | Номинация |
| Feroz Awards   | Лучший режиссёр                          | Пилар Паломеро                  | Победа    |
| Feroz Awards   | Лучший сценарий                          | Пилар Паломеро                  | Победа    |
| Feroz Awards   | Лучшая женская роль                      | Андреа Фандос                   | Номинация |
| Feroz Awards   | Лучшая женская роль второго плана        | Наталия Де Молина               | Номинация |
| Goya Awards    | Лучший фильм                             | Лучший фильм                    | Победа    |
| Goya Awards    | Лучший режиссёрский дебют                | Пилар Паломеро                  | Победа    |
| Goya Awards    | Лучший оригинальный сценарий             | Пилар Паломеро                  | Победа    |
| Goya Awards    | Лучшая женская роль второго плана        | Наталия Де Молина               | Номинация |
| Goya Awards    | Лучшая операторская работа               | Даниэла Кахиас                  | Победа    |
| Goya Awards    | Лучший монтаж                            | София Эскуде                    | Номинация |
| Goya Awards    | Лучшая работа художника                  | Моника Бернуи                   | Номинация |
| Goya Awards    | Лучшие костюмы                           | Аранча Эскерро                  | Номинация |
| Goya Awards    | Лучшая песня                             | «Lunas de papel» Carlos Naya    | Номинация |
| Ariel Awards   | Лучший иберо-американский фильм          | Лучший иберо-американский фильм | Номинация |
| Platino Awards | Лучший иберо-американский фильм          | Лучший иберо-американский фильм | Номинация |
| Platino Awards | Лучший иберо-американский дебютный фильм | Пилар Паломеро                  | Победа    |
| Platino Awards | Лучший сценарий                          | Пилар Паломеро                  | Номинация |
| Platino Awards | Лучшая операторская работа               | Даниэла Кахиас                  | Номинация |
| Platino Awards | Лучший монтаж                            | София Эскуде                    | Номинация |
| Platino Awards | Лучшая работа художника                  | Моника Бернуи                   | Номинация |